# Thelypteris raddii
Thelypteris raddii là một loài dương xỉ trong họ Thelypteridaceae. Loài này được Rosenst. Ponce mô tả khoa học đầu tiên năm 1995.